# جسیکا (فیلم)
جسیکا (انگلیسی: Jessica) فیلمی به کارگردانی ژان نگولسکو است که در سال ۱۹۶۲ منتشر شد.

## بازیگران
- موریس شوالیه
- انجی دیکینسون
- اگنس مورهد
- سیلوا کوشچینا
- مارسل دالیو
- گابریله فرزتی
- آنتونیو چیفاریلو
- جانی موزی